# Di là dal fiume e tra gli alberi (film)
Di là dal fiume e tra gli alberi (Across the River and into the Trees) è un film del 2022 diretto da Paula Ortiz e tratto dall'omonimo romanzo di Ernest Hemingway.

## Trama
Il colonnello americano cinquantenne Richard Cantwell, reduce da due guerre mondiali si innamora follemente di una giovanissima nobildonna veneziana, Renata Contarini. Ma un'antica ferita di guerra avvenuta trent'anni prima nella campagna veneta di Fossalta è riemersa minando la sua salute mentale. Tra la laguna e i palazzi di Venezia il colonnello andrà incontro alla più difficile delle sue esperienze umane: la morte.

## Produzione
Lo sceneggiatore britannico Peter Flannery nel 2016 aveva proposto di adattare il romanzo Di là dal fiume e tra gli alberi di Ernest Hemingway, per la regia di Martin Campbell, con gli attori Pierce Brosnan, Isabella Rossellini e María Valverde.
Nel settembre 2020 Paula Ortiz ha sostituito Campbell alla regia e i ruoli sono stati riassegnati a Liev Schreiber, Matilda De Angelis, Laura Morante, Javier Cámara e Giancarlo Giannini.
Josh Hutcherson è stato aggiunto al cast nel mese novembre e Danny Huston si è unito nel febbraio dell'anno successivo.
Dopo ritardi dovuti ai contratti assicurativi a causa della pandemia di COVID-19 in Italia, le riprese principali sono iniziate tra la fine del 2020 e l'inizio del 2021, con il direttore della fotografia Javier Aguirresarobe. Gli esterni comprendevano Venezia, Treviso, incluso il canale dei Buranelli, e la regione Friuli-Venezia Giulia.
Il lockdown in vigore in Italia ha permesso al cast e alla troupe di girare in una Piazza San Marco vuota.
La maggior parte del film è stata girata in bianco e nero, ad eccezione dei flashback, che sono stati girati a colori. Le riprese si sono concluse nel marzo 2021. Il montaggio è stato curato da Kate e Stuart Baird.

## Distribuzione
Il film è stato presentato in anteprima mondiale il 30 marzo 2022 al Sun Valley Film Festival di Sun Valley, nello Stato dell'Idaho, e in anteprima europea il 2 luglio 2022 all'Ischia Film Festival.
Successivamente è stato distribuito nelle sale cinematografiche spagnole l'11 ottobre 2023 e nelle sale cinematografiche italiane a partire dal 3 luglio 2025 grazie a PFA Distribuzione e L'Altrofilm.